# Place du Dix-Neuf-Mars-1962 (Paris)
Pour les articles homonymes, voir Place du 19-Mars-1962.
La place du Dix-Neuf-Mars-1962 ou place du 19-Mars-1962 est une voie de Paris située dans le 12e arrondissement, et plus précisément dans le quartier administratif des Quinze-Vingts.

## Situation et accès
Cette place est située à l’intersection de la rue Legraverend, de la rue Abel (section des petits numéros), de la rue Parrot et de l’avenue Daumesnil.

## Origine du nom

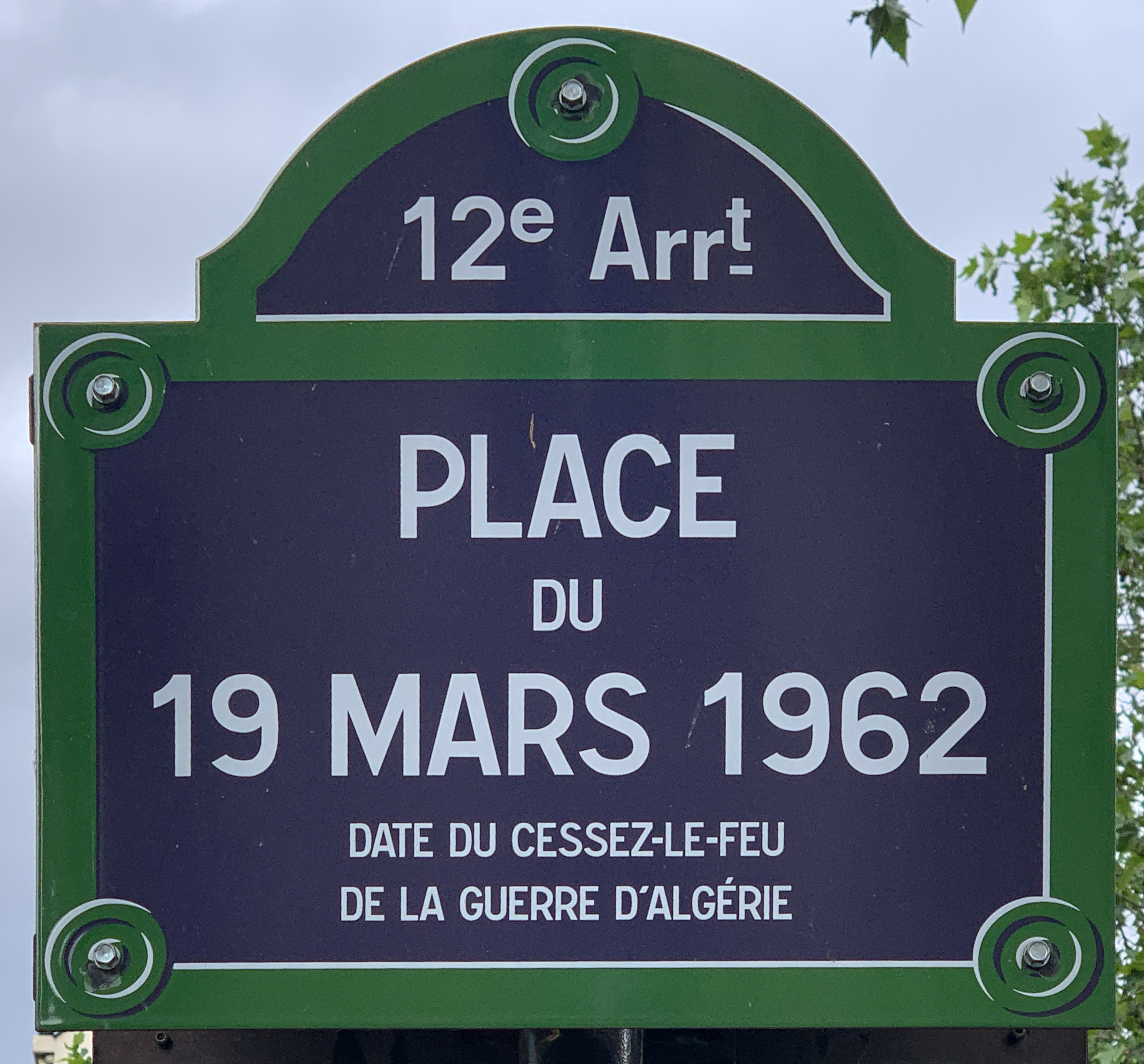
Plaque de la place.

Elle tire son nom en souvenir du 19 mars 1962 qui est la date du cessez-le-feu en Algérie, à la suite des accords d’Évian signés la veille. Suivant la loi du 1er décembre 1999, la guerre a pris fin le 2 juillet de la même année.

## Historique
La place est créée et prend sa dénomination actuelle le 13 novembre 2003, Bertrand Delanoë étant maire de Paris.
Cette place est proche de la place des Combattants-en-Afrique-du-Nord, nommée ainsi en 1984, Jacques Chirac étant maire de Paris.